# Asno-selvagem-africano
O asno-selvagem-africano (Equus africanus) é um membro selvagem do gênero Equus da família Equidae. Esta espécie é considerada o ancestral do asno-doméstico, que normalmente é classificação como uma subespécie, junto com o asno-da-somália (equus africanus somaliensis) e o asno-da-núbia (equus africanus africanus). Vivem nos desertos e outras áreas áridas do nordeste da África, na Eritreia, Etiópia e Somália, que antigamente tinha um gama mais ampla, chegando ao norte e oeste do Sudão, Egito e Líbia. Cerca de 570 indivíduos existem em estado selvagem.

## Características
O asno-selvagem-africano tem 2 metros de comprimento e 1,25 a 1,45 m de altura nos ombros, com uma cauda de 30–50 cm de comprimento. Ele pesa entre 230-275 kg. A pelagem curta e lisa é cinza clara. As orelhas são grandes com margens pretas. A cauda termina com um tufo preto e os cascos são delgados.

## Dieta
A alimentação dos asnos-selvagens-africanos consiste de gramíneas, cascas, folhas e bebe água. Apesar de ser primariamente adaptado para viver em um clima árido, são dependentes da água, e quando não recebem a umidade necessária da vegetação, devem beber pelo menos uma vez a cada três dias. No entanto, eles podem sobreviver consumindo uma quantidade surpreendentemente pequena de líquido, e eles já foram relatados bebendo água salgada ou salobra.

## Subespécies

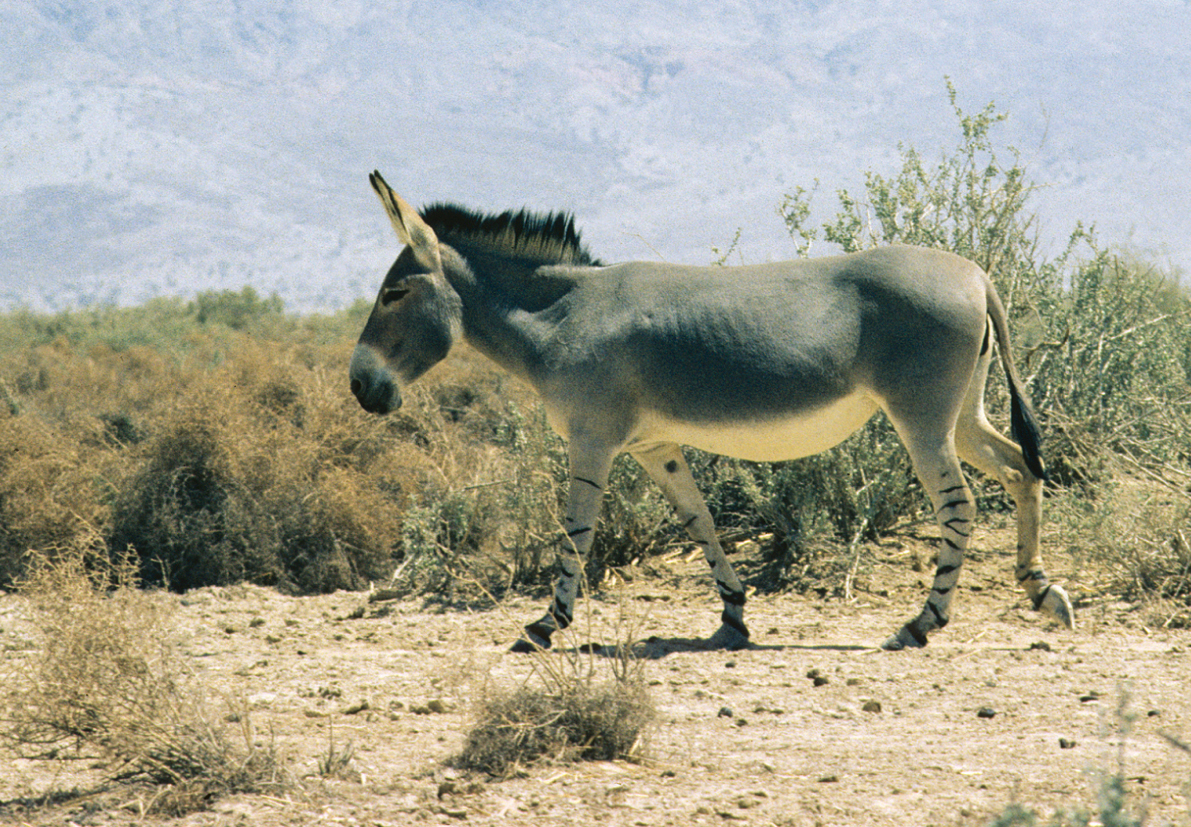
Asno-da-somália na Reserva Natural Yotvata Hai-Bar

Há 4 subspécies de asnos selvagens africano o Asno-da-somália, Asno-da-núbia Asno-do-atlas e o Asno doméstico.
O Asno-da-somália é uma subspécie que é encontrada na região de Denkelia na Eritreia, no nordeste da Etiópia e Somália.A característica que o diferencia de forma marcante das outras espécies de asnos existentes são as pernas listadas, lembrando as de uma zebra, embora o restante de sua pelagem seja via de regra acinzentada. Um estudo de DNA, entretanto, indicou que o jumento doméstico é o animal mais aparentado ao asno-da-somália.